# Dichagyris pseudadumbrata
Dichagyris pseudadumbrata là một loài bướm đêm trong họ Noctuidae.